# Nemoria ligata
Nemoria ligata là một loài bướm đêm trong họ Geometridae.